# Oranje eikenlichtmot
De oranje eikenlichtmot (Acrobasis repandana) (voorheen geplaatst in het geslacht Conobathra) is een vlinder uit de familie Pyralidae, de snuitmotten.

## Herkenning
De oranje eikenlichtmot heeft een spanwijdte tussen de 20 en 25 millimeter. De voorvleugel is grijs met in meer of mindere mate een donkerrode of rozebruine gloed. De vliegtijd is van halverwege juni tot eind augustus. Volwassen vlinders rusten overdag tussen eikenbladeren en zijn op warme dagen te verstoren. Ze vliegen in het donker en komen op licht.

## Waardplant
Rupsen van de oranje eikenlichtmot hebben verschillende eikensoorten (Quercus) als waardplant. De rupsen leven vaak hoog in de bomen, waar ze een kleine bundel bladeren samenspinnen.

## Verspreiding
De oranje eikenlichtmot is in Nederland en België een vrij algemene vlinder, die verspreid over het hele gebied gevonden wordt.